# Arcovomer passarellii
Arcovomer passarellii е вид жаба от семейство Microhylidae. Видът не е застрашен от изчезване.

## Разпространение
Разпространен е в Бразилия.

## Описание
Популацията на вида е намаляваща.